# António da Silva Júnior
António Rodrigues da Silva Júnior (1868 — 1937) foi um arquitecto português.

## Obras
- Casa Libanio José dos Santos Costa[1]
- Casa Ricardo José da Silva e Castro[1]
- Prédio Carlos Ribeiro Nogueira Ferrão[1]
- Estação termal do Estoril - garagens e cocheiras[1]
- Edifício dos Paços do Concelho de Cascais[1]
- Estação Termal de Casais – Hotel casa de Saúde[1]
- Casa do director técnico da fábrica Germania - Edifício na Rua Pascoal de Melo, n.º 5-7 (Menção Honrosa do Prémio Valmor 1914[2])[1] - Edifício já demolido.
- Balneário das Termas de Vidago[1]
- Escola primária de Samora Correia[1]
- Estação Termal do Estoril – Posto de desinfecção e Lavandaria a vapor[1]
- Estação Termal do Estoril – Palácio dos Sports: Vestiários[1]
- Edifício da Fábrica de Cerveja Portugália Lda.[1]
- Estação Termal do Estoril – Hotel[1]
- Estação Termal do Estoril – Pavilhão da Floresta: Restaurante[1]
- Fonte de Vidago[1]
- Estabelecimento termal no Estoril[1]
- Ampliação do Chalet Maria Amélia[1]
- Armazém comercial no Rio de Janeiro (Brasil)[1]
- Palacete Alexandre Nunes de Sequeira (Estoril)[1]
- Casa no Estoril[1]
- Grande Casino no Estoril[1]
- Casa no Parque das Termas do Estoril[1]